# Вейдевормер
Вейдевормер (нід. Wijdewormer) — селище в нідерландській провінції Північна Голландія. Входить до муніципалітету Вормерланд.
Його площа становить 8,26 км², а населення станом на 2021 рік складало 275 осіб.
До 1991 року мало статус окремого муніципалітету.